# Wärmeverbund Marstal

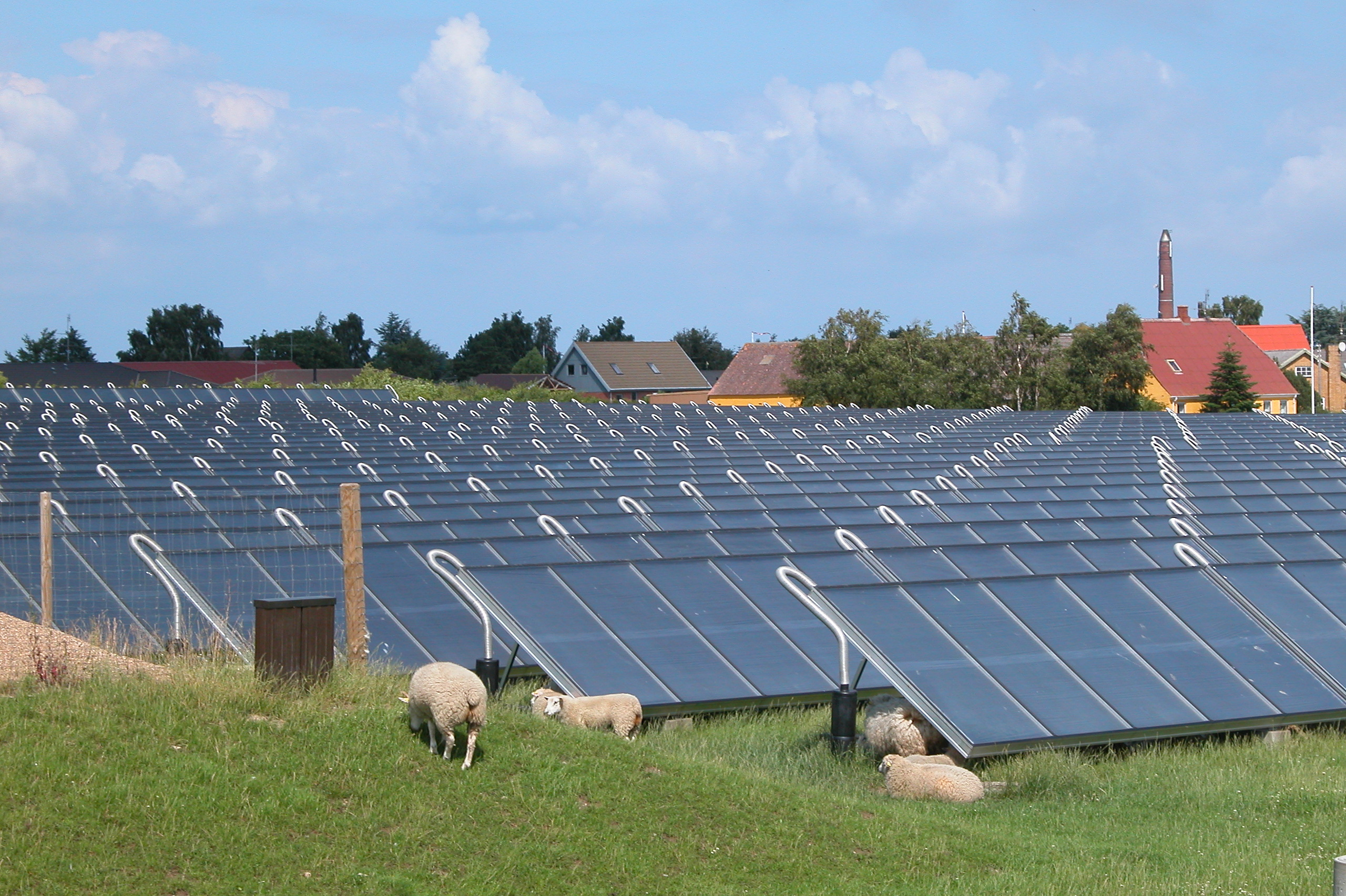
Solarthermieanlage des Wärmeverbundes Marstal

Der Wärmeverbund Marstal (dänisch: Marstal Fjernvarme) ist ein mit erneuerbaren Energien versorgtes Wärmenetz in der dänischen Stadt Marstal. Gespeist wird das in der Literatur sowohl als Nah- als auch als Fernwärmenetz bezeichnete System mit solarer Fernwärme, Biomasse und einer Großwärmepumpe. Die Anlage war zeitweise das größte solare Nahwärmeprojekt Europas. 2013 wurden 32 GWh erneuerbare Wärme an Kunden ausgeliefert, der solare Deckungsgrad wird mit ca. 55 % angegeben.

## Geschichte und Technik

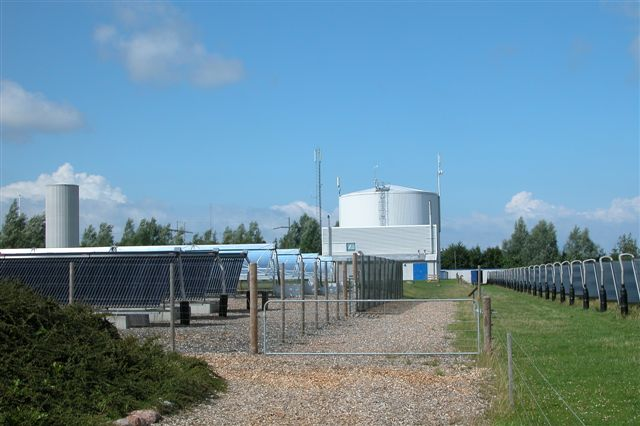
Solarthermieanlagen des Wärmeverbundes, im Hintergrund der Stahltank-Fernwärmespeicher

Die Stadt Marstal verfügt bereits seit 1962 über ein Fernwärmenetz. Dieses wurde in mehreren Schritten auf erneuerbare Energien umgestellt. 1996 wurde eine erste Freiflächen-Solarthermie mit 8.000 m² Kollektorfläche errichtet und parallel ein Fernwärmespeicher in Stahltankbauart mit 2100 m³ Fassungsvermögen installiert. 2003 wurde die solare Kollektorfläche auf 18.300 m² erhöht und ein Erdbecken-Wasserspeicher mit 10.000 m³ errichtet. Damit konnten pro Jahr ca. 30 % der damals 28 Mio. kWh Wärmebedarf über die Solaranlagen gedeckt werden. 2012 wurde die Solaranlage erneut auf insgesamt 33.300 m² ausgebaut, was der Anlage eine thermische Nennleistung von 23,4 MW verlieh. Zudem wurde ein weiterer Erdbeckenspeicher mit 75.000 m³ errichtet. Insgesamt verfügen die beiden Erdbeckenspeicher über eine Speicherkapazität von 638 bzw. 6960 MWh; sie kosteten umgerechnet etwa 400 Euro/MWh. Die Installationskosten der letzten Solarthermieanlagen lagen bei 175 Euro/m². Damit liegen die Wärmegestehungskosten bei 3–4 ct/kWh, womit die Anlage ohne Förderung wirtschaftlich konkurrenzfähig ist.
Parallel wurde ein in Kraft-Wärme-Kopplung betriebenes Blockheizkraftwerk installiert, das über Kessel mit 4 MW thermischer Leistung verfügt. Über einen Organic-Rankine-Cycle-Prozess werden 750 kW elektrische Leistung erzeugt, die verbleibende Wärme wird in das Nahwärmenetz eingespeist. Ebenfalls neu hinzu kam eine Kompressionswärmepumpe mit 500 kW elektrischer Leistung und 1,5 MW Wärmeoutput. Zur Absicherung steht zudem noch ein mit Pflanzenöl betriebener Spitzenlastkessel mit 18,3 MW zur Verfügung.

## Betrieb
Im Sommer decken die Solarthermieanlagen den gesamten Wärmebedarf im Netz. Zugleich werden die auftretenden solaren Wärmeüberschüsse in den Erdwärmespeichern für den Herbst und Winter gespeichert. Die Wärmepumpe kann als Power-to-Heat-Anlage variabel betrieben werden und kommt insbesondere bei niedrigen Strompreisen zum Einsatz. Im Winter dient sie zudem dazu, Restwärme aus den Erdspeichern zu nutzen, wenn deren Temperatur unter die Netztemperatur gefallen ist. Auch der Biomassekessel kommt im Winter zum Einsatz, um Strom und Wärme zu liefern. Er kann ebenfalls bei Bedarf zum Nachheizen der saisonal eingespeicherten Solarwärme dienen.